# 西曹庄村 (兖州市)
西曹庄村，中国山东省济宁市兖州市漕河镇所辖的一个行政村，位于该镇东北部。西曹庄北邻华厂村，东邻东曹庄村，南邻前曹庄村。因该地有寇准在此设阴曹村审潘仁美的传说，得名曹庄。曹庄一分为三后，该村居西，故名西曹庄。面积1.82平方公里(2730亩)，总人口1130。邮编272113。行政区划代码370882107207。